# Adaílton (ur. 1977)
Adaílton Martins Bolzan (ur. 24 stycznia 1977 w Santiago) – brazylijski piłkarz występujący na pozycji napastnika.

## Kariera klubowa
Adaílton Martins Bolzan swoją przygodę z seniorską piłką nożną rozpoczął w 1994 roku. Grał wtedy w EC Juventude. W 1997 roku stał się piłkarzem Guarani FC. W tym samym roku wyjechał do Europy, przechodząc do włoskiej Parmy. W sezonie 1998/1999 Adaílton przebywał na wypożyczeniu we francuskim Paris Saint-Germain. Następnie przez 7 lat reprezentował barwy klubu Hellas Werona. Podczas gry w tym klubie zdołał zagrać dla niego w 163 meczach oraz zdobyć 50 bramek. W latach 2006–2007 występował w Genoi. Od 2007 roku gra w Bolonii. 28 lutego 2010 roku strzelił hat-tricka w zwycięskim 4:3 wyjazdowym meczu z Genoą, a po sezonie jego kontrakt z klubem wygasł i Brazylijczyk został wolnym zawodnikiem. W sierpniu 2010 podpisał kontrakt z rumuńskim zespołem FC Vaslui.

## Kariera reprezentacyjna
Adaílton w 1997 roku brał udział w młodzieżowych mistrzostwach świata w Malezji, gdzie został królem strzelców.